# 王洪文 (1899年)
王洪文（1899年12月22日—1932年11月中旬），原名义宝，字重达，湖北通山人，中国共产党早期人物，曾任通山县苏维埃主席。

## 生平
1899年12月22日，王洪文出生在一个贫农家庭，仅读过一年书，少时曾为地主家做长工。1927年，王洪文加入通山县农会，积极参与抗租抗债斗争。同年，王洪文加入中国共产党，并在“夜袭反共团”的行动中立下战功。1929年后，王洪文先后担任九门乡苏维埃主席与板桥区苏维埃主席，并在1930年组织区赤卫队、乡赤卫队与少先队参与红五纵队发起的“年关斗争”与“三一八”武装大示威。
1930年3月下旬，通山县第一次工农兵苏维埃大会在大畈东北的白泥谭家祠堂召开，王洪文担任通山县苏维埃副主席。1931年8月中旬，通山县第二次工农兵苏维埃大会同样在白泥谭家祠堂召开，王洪文全票当选为通山县苏维埃主席。任内，王洪文领导该县的反围剿行动，组织当地乡镇推行土地改革政策、发展工农业、开展苏区贸易、并建设87所初级列宁小学，供2806名工农子弟就读。此外，王洪文还将自己的两个弟弟送入中国工农红军服役。
1932年秋夏之交，中华民国国民政府对湘鄂赣苏区发动围剿战争，大畈被敌军攻占。王洪文便将通山县苏维埃政府迁至黄沙孟垅村，之后又奉命到沙店村高台，参加了由鄂东南道委召开的干部紧急会议。会后，王洪文率领红军战士抵达慈口乡，将鄂东工农兵银行大井制币厂的设备与货币都转移到偏僻的崖洞内。1932年11月中旬，王洪文在慈口乡大竹园的一间茅屋，召集下泉、南山等村的党支部负责人开会。不料会场被敌军包围，王洪文便下令参会者从茅屋后的地洞转移，然后带着两位红军战士阻击敌军。30分钟后，两位红军战士牺牲，王洪文亦在战斗中身负重伤。他将最后一颗子弹射向一位反共团分队长，致使其负伤。为了报复，敌军纵火燃烧了茅屋，王洪文因而被活活烧死，终年三十二岁。

## 轶事
王洪文曾在清晨为谭民治（阳新县农协领导人）的母亲明大娘下田干活，明大娘知道此事后，拿出原本打算给留着孵小鸡的鸡蛋，将其煮给田边干活的王洪文吃。王洪文含泪吃完鸡蛋后，嘱托妻子将家里养的八只小鸡送给明大娘。